# Peter Hlinka
Peter Hlinka (Prešov, 5 december 1978) is een profvoetballer uit Slowakije, die sinds de zomer van 2010 als middenvelder onder contract staat bij FK Austria Wien. Hij speelde ook profvoetbal in zijn vaderland Slowakije.

## Interlandcarrière
Hlinka maakte deel uit van het Slowaaks voetbalelftal dat deelnam aan het voetbaltoernooi bij de Olympische Spelen in Sydney, Australië. Hij speelde 28 interlands (één doelpunt) voor de nationale A-ploeg in de periode 2002-2006. Hlinka maakte zijn debuut op 17 april 2002 in het vriendschappelijke duel tegen België in Brussel, dat eindigde in een 1-1 gelijkspel.

## Erelijst
SK Rapid Wien
- Oostenrijks landskampioen

2005